# Dis-/夢を過ぎても
「dis-/夢を過ぎても」（ディス/ゆめをすぎても）は有坂美香が1999年に発売したシングルである。

## 解説
- テレビアニメ『無限のリヴァイアス』の主題歌としてリリース。同アニメのオープニングテーマ「dis-」とエンディングテーマ「夢を過ぎても」の両A面シングル。
- 「dis-」は後にENGLISH Versionを含めて多くのリミックスが製作された作品でもある。

## 収録曲
1. dis-（TV Version）
  - 作詞：岩里祐穂、作曲：M Rie、編曲：M.I.D.
2. 夢を過ぎても（TV Version）
  - 作詞：北川恵子、作曲・編曲：服部克久
3. dis-（CLUB MIX Version）
4. 夢を過ぎても

## カバー
dis-
- ハクア starring 早見沙織 - 2014年発売のアルバム『神のみぞ知るセカイ キャラクター・カバーALBUM2 〜選曲：若木民喜〜』に収録。